# Saros (astronomie)
Saros este, în astronomie, o perioadă de 223 de luni sinodice sau de lunații care poate fi utilizată pentru „prezicerea” eclipselor  de Soare și de Lună. Un Saros după o eclipsă, Soarele, Pământul și Luna regăsesc aproximativ aceeași geometrie relativă și se produce o eclipsă aproape identică.

## Definiție
Sarosul este o perioadă de 6.585,32 de zile, adică 18 ani, 10 sau 11 zile și 8 ore (după cum intervalul conține 4 sau 5 ani bisecți, care derivă din trei perioade ale orbitei Lunii: luna sinodică, luna draconică și luna anomalistică. Pentru ca o eclipsă să se producă, trebuie ca Luna să fie situată între Pământ și Soare (pentru o eclipsă de Soare) sau ca Pământul să fie situat între Soare și Lună (pentru o eclipsă de Lună). Aceste fenomene nu se pot produce decât atunci când este fază de Lună nouă (eclipsă de Soare) sau fază de Lună plină (eclipsă de Lună), respectiv evenimente controlate de perioada sinodică a Lunii, de circa 29,53 de zile. Cu toate acestea, umbra Lunii sau umbra Pământului nu cade, în cea mai mare parte  a timpului, pe celălalt corp: o eclipsă nu se poate produce decât atunci când cele trei corpuri cerești (Soare, Lună, Pământ) sunt aproape aliniate. Această condiție nu este realizată decât atunci când fazele de Lună plină sau Lună nouă se produc aproape de ecliptică, adică în apropierea unuia dintre cele două noduri ale orbitei lunare. Perioada dintre două treceri succesive la același nod  este dat de luna draconică, 27,21 de zile. Combinația acestor două perioade produce condiții propice unei eclipse la fiecare 5 sau 6 luni. Totuși, pentru ca două eclipse să aibă aceeași aparență și durată, distanțele dintre Pământ și Lună, și dintre Pământ și Soare trebuie să fie aceleași în cele două cazuri. Perioada necesară Lunii pentru a orbita Pământul o dată și pentru a reveni la aceeași distanță este dată de luna anomalistică, 27,55 de zile.
După un Saros Luna a terminat aproximativ un număr întreg de luni sinodice (223), draconice (242) și anomalistice (239), iar geometria Pământ-Soare-Lună este aproape identică: Luna prezintă aceeași fază, se situează în același nod și la aceeași distanță de Pământ. În afară de aceasta, cum Sarosul este aproximativ de 18 ani, Pământul este aproape la aceeași distanță de Soare și este înclinat în aproape aceeași orientare. Dacă data unei eclipse este cunoscută, atunci o eclipsă aproape identică se va produce un Saros mai târziu.
Un Saros nu este un număr întreg de zile, ci cuprinde un interval rezidual de 8 ore (⅓ de zi). Din cauza rotației Pământului, acest interval conduce la un decalaj de circa 120° spre vest între două eclipse distante de un Saros. Totuși, după trei Sarosuri, o eclipsă se produce la aceeași oră locală. Această perioadă de trei Sarosuri (19.756 de zile, adică 54 de ani și o lună) este denumită exeligmos.
Între două eclipse despărțite de un Saros, se produc vreo patruzeci de alte eclipse, dar cu o geometrie diferită.

## Calcul
Dacă S desemnează perioada de revoluție sinodică a Lunii (29,530588853 de zile) și D perioada sa de revoluție draconică (27,212220817 de zile), atunci intervalul de timp d care reprezintă Sarosul se obține rezolvând ecuația cu necunoscutele întregi m și n prin descompunerea fracției continue reale: S×m = D×n.
Valoarea precisă a lui d astfel obținută este de 6.585,321314 de zile.

## Serii

Schema unei serii de eclipse lunare care se produc în apropierea nodului descendent. Prima eclipsă a acestei serii trece aproape de marginea sudică a umbrei Pământului, iar traiectul Lunii este decalat spre nord la fiecare Saros succesiv.

Sarosul este bazat pe faptul că 223 de luni sinodice sunt aproximativ egale cu 242 de luni draconice și cu 239 de luni anomalistice. Această corespondență nu este perfectă, iar geometria a două eclipse distante de un Saros diferă ușor. În particular, locul unde Soarele și Luna intră în conjuncție se deplasează spre vest cu circa 0,5° în raport cu nodurile lunare la fiecare Saros, ceea ce conduce la o serie de eclipse, numită „serie de Saros”, a cărei aparență se schimbă încet.
O serie de Saros începe printr-o eclipsă parțială și, la fiecare Saros succesiv, traiectoria Lunii este decalată spre nord (dacă eclipsa se produce lângă nodul descendent) sau spre sud (pentru nodul ascendent). La un anumit moment, eclipsele nu se mai produc, iar seria se termină. O serie de Saros durează între 1.226 și 1.550 de ani și cuprinde între 69 și 87 de eclipse (cele mai multe serii cuprind 71 sau 72 de eclipse). Între 39 și 59 (în general cam 43) de eclipse ale unei serii sunt centrale, adică totale, inelare sau hibride, celelalte fiind parțiale. 
Seriile Saros sunt numerotate după tipul eclipsei (de Soare sau de Lună) și după nodul ascendent sau descendent.Pentru eclipsele de Soare, numerele impare corespund eclipselor care se produc aproape de nodul ascendent, iar numerele pare aproape de nodul descendent. Pentru eclipsele de Lună, numerotarea este mai puțin riguroasă. Ordinul seriilor este determinat de data la care fiecare serie culminează, adică atunci când o eclipsă este cel mai aproape de unul din noduri. Seria 1 cuprinde, prin convenție, prima eclipsă care s-a produs după anul 2000 î.Hr. (care, de altfel, nu era prima din serie). Tabelele seriilor cuprind toate eclipsele de Soare dintre anii 2000 î.Hr. și 3000.

## Exemplu
Saros 145 (din care face parte și Eclipsa de Soare din 11 august 1999) este o serie de 77 de eclipse, care a început la 4 ianuarie 1639 și se va încheia la 17 aprilie 3009, adică va dura 1370,29 de ani. 
Eclipsele succesive sunt următoarele:
- 14 eclipse parțiale, de la data de 4 ianuarie 1639 la 26 mai 1873;
- 1 eclipsă inelară, la 6 iunie 1891;
- 1 eclipsă hibridă, la 17 iunie 1909;
- 41 de eclipse totale, de la 29 iunie 1927 la 9 septembrie 2648;
- 20 de eclipse parțiale, de la 20 septembrie 2666 la 17 aprilie 3009.

Cele două scheme următoare ilustrează două eclipse totale din această serie distante de un Saros. 

Eclipsa de Soare din 28 noiembrie 2179.
Eclipsa de Soare din 9 decembrie 2197, separată de precedenta de un Saros.

## Istoric
Prima mărturie istorică a Sarosului este atestată la astronomii caldeeni.Termenul nu desemnează totuși actualul termen Saros, ci o perioadă de 222 de luni lunare și, prin urmare, nu are nimic de-a face cu eclipsele. Termenul akkadian šár semnifică „cerc”, „totalitate”, „orizont”; ca număr, el are valoarea 3.600. Conceptul actual de Saros este cunoscut în lumea greacă, îndeosebi de Hiparh, Plinius cel Bătrân și Ptolemeu, dar sub denumiri diferite. Un calcul mecanic al ciclului este prezent în mecanismul de la Antikythera.
Termenul actual derivă din vechiul grecesc σάρος (transliterat: sáros), folosit de astronomul Edmond Halley în 1691, după ce l-a descoperit în Suda, o enciclopedie bizantină de la sfârșitul secolului al IX-lea , care îl derivă din Cronica lui Eusebiu din Cezareea, și care, la rândul său, îl citează pe Berossos / Berossus. Halley a interpretat acest termen într-un mod eronat: Suda numește „Saros” o perioadă de 222 de luni lunare, fără niciun raport la eclipse. Deși eroarea lui Halley a fost pusă în evidență de astronomul francez Guillaume Le Gentil, în 1756, denumirea a rămas.